# آی‌ده
آی‌ده (به هلندی: Yde) یک منطقهٔ مسکونی در هلند است که در تینارلو واقع شده‌است. آی‌ده ۶۵۸ نفر جمعیت دارد.